# Zakaria Zouggary
Zakaria Zouggary (Rotterdam, 22 juni 1995) is een Nederlands-Marokkaans professioneel kickbokser. Zouggary staat sinds 2017 onder contract bij Glory.

## Biografie
Zouggary groeide op in Rotterdam. Zijn ouders zijn afkomstig uit Saka, een gemeente gelegen in het Rifgebergte in het noordoosten van Marokko. Zijn jongere broer Ilias Zouggary is ook professioneel kickbokser.
In 2019 ontving hij officiële felicitaties van koning Mohammed VI van Marokko voor zijn sportieve prestaties.

## Carrière
In de beginjaren van zijn carrière vocht Zouggary voornamelijk in Japan. 
Hij was actief voor meerdere Aziatische organisaties en won in 2016 de S-Cup World Tournament na de Japanner Masaya in de finale knockout te slaan.
Zouggary stond in februari 2017 tegenover Ilias Bulaid voor de Enfusion -67 KG World Title. Hij verloor dit gevecht op punten.

### Glory
In mei 2017 debuteerde Zouggary in Glory. Hij stond tegenover de Turk Yetkin Ozkul en won het gevecht op unanieme beslissing. in zijn tweede partij op Glory 45 versloeg hij Massaro Glunder op punten. Na slechts twee partijen te hebben gedraaid binnen Glory mocht de Marokkaanse Rotterdammer het opnemen tegen de vedergewicht-kampioen Petch Kiatmookao. Hij verloor deze partij op knockout.
In maart 2018 won hij van Bailey Sugden op unanieme beslissing. In september verloor hij van de Rus Aleksei Ulianov. Hierna sloeg hij op Glory 70 in Lyon de Fransman Abdellah Ezbiri knockout. En op 21 december, op Glory Collision 2, won hij op unanieme beslissing van Asa Ten Pow.

## Titels
- 2016 S-cup -65kg World Tournament Champion